# Prague Open 2021 - Doppio
Lucie Hradecká e Kristýna Plíšková erano le campionesse in carica, ma Plíšková ha deciso di non partecipare. Hradecká ha deciso di giocare con Marie Bouzková, sconfiggendo in finale Viktória Kužmová / Nina Stojanović con il punteggio di 7-6(3), 6-4

## Teste di serie
1. Viktória Kužmová /  Nina Stojanović (finale)
2. Asia Muhammad /  Storm Sanders (semifinale)

1. Marie Bouzková /  Lucie Hradecká (campionesse)
2. Conny Perrin /  Rosalie van der Hoek (quarti di finale)

## Wildcard
1. Lucie Havlíčková /  Miriam Kolodziejová (primo turno)

1. Linda Klimovičová /  Barbora Palicová (primo turno)

## Tabellone

### Legenda
| - Q = Qualificato - WC = Wild card - LL = Lucky loser | - ALT = Alternate - SE = Special Exempt - PR = Protected Ranking | - w/o = Walkover - r = Ritirato - d = Squalificato |

|  | Primo turno | Primo turno                       | Primo turno                       | Primo turno | Primo turno |  |  | Quarti di finale | Quarti di finale         | Quarti di finale      | Quarti di finale     | Quarti di finale     |   |   | Semifinali | Semifinali                       | Semifinali                       | Semifinali                    | Semifinali                    |   |   | Finale | Finale | Finale | Finale | Finale |  |
|  |             |                                   |                                   |             |             |  |  |                  |                          |                       |                      |                      |   |   |            |                                  |                                  |                               |                               |   |   |        |        |        |        |        |  |
|  | 1           | V Kužmová N Stojanović            | V Kužmová N Stojanović            | 6           | 6           |  |  |                  |                          |                       |                      |                      |   |   |            |                                  |                                  |                               |                               |   |   |        |        |        |        |        |  |
|  |             | L Cabrera M Inglis                | L Cabrera M Inglis                | 4           | 2           |  |  | 1                | V Kužmová N Stojanović   | 4                     | 6                    | [11]                 |   |   |            |                                  |                                  |                               |                               |   |   |        |        |        |        |        |  |
|  | WC          | L Klimovičová B Palicová          | 6                                 | 4           | [6]         |  |  |                  | V D'jačenko T Martincová | 6                     | 3                    | [9]                  |   |   |            |                                  |                                  |                               |                               |   |   |        |        |        |        |        |  |
|  |             | V D'jačenko T Martincová          | 3                                 | 6           | [10]        |  |  |                  |                          |                       |                      |                      |   |   | 1          | V Kužmová N Stojanović           | V Kužmová N Stojanović           | 6                             | 6                             |   |   |        |        |        |        |        |  |
|  | 4           | C Perrin R van der Hoek           | 6                                 | 2           | [10]        |  |  |                  |                          |                       | E Bektas T Moore     | E Bektas T Moore     | 4 | 4 |            |                                  |                                  |                               |                               |   |   |        |        |        |        |        |  |
|  |             | A Gasanova I Šinikova             | 4                                 | 6           | [8]         |  |  | 4                | C Perrin R van der Hoek  | 65                    | 1                    | r                    |   |   |            |                                  |                                  |                               |                               |   |   |        |        |        |        |        |  |
|  |             | G Gatto-Monticone N Párrizas Díaz | G Gatto-Monticone N Párrizas Díaz | 3           | 2           |  |  |                  | E Bektas T Moore         | 7                     | 3                    |                      |   |   |            |                                  |                                  |                               |                               |   |   |        |        |        |        |        |  |
|  |             | E Bektas T Moore                  | E Bektas T Moore                  | 6           | 6           |  |  |                  |                          |                       |                      |                      |   |   | 1          | Viktória Kužmová Nina Stojanović | Viktória Kužmová Nina Stojanović | 63                            | 4                             |   |   |        |        |        |        |        |  |
|  |             | Y Bonaventure L Küng              | Y Bonaventure L Küng              | 6           | 6           |  |  |                  |                          |                       |                      |                      |   |   |            |                                  | 3                                | Marie Bouzková Lucie Hradecká | Marie Bouzková Lucie Hradecká | 7 | 6 |        |        |        |        |        |  |
|  |             | T Morderger Y Morderger           | T Morderger Y Morderger           | 2           | 3           |  |  |                  | Y Bonaventure L Küng     | Y Bonaventure L Küng  | 1                    | 1                    |   |   |            |                                  |                                  |                               |                               |   |   |        |        |        |        |        |  |
|  |             | E-s Liang G Min                   | E-s Liang G Min                   | 2           | 2           |  |  | 3                | M Bouzková L Hradecká    | M Bouzková L Hradecká | 6                    | 6                    |   |   |            |                                  |                                  |                               |                               |   |   |        |        |        |        |        |  |
|  | 3           | M Bouzková L Hradecká             | M Bouzková L Hradecká             | 6           | 6           |  |  |                  |                          |                       |                      |                      |   |   | 3          | M Bouzková L Hradecká            | M Bouzková L Hradecká            | 6                             | 6                             |   |   |        |        |        |        |        |  |
|  | WC          | L Havlíčková M Kolodziejová       | L Havlíčková M Kolodziejová       | 4           | 3           |  |  |                  |                          | 2                     | A Muhammad S Sanders | A Muhammad S Sanders | 3 | 4 |            |                                  |                                  |                               |                               |   |   |        |        |        |        |        |  |
|  |             | N Bains S Murray                  | N Bains S Murray                  | 6           | 6           |  |  |                  | N Bains S Murray         | N Bains S Murray      | 1                    | 0                    |   |   |            |                                  |                                  |                               |                               |   |   |        |        |        |        |        |  |
|  |             | J Burrage S Stosur                | J Burrage S Stosur                | 4           | 4           |  |  | 2                | A Muhammad S Sanders     | A Muhammad S Sanders  | 6                    | 6                    |   |   |            |                                  |                                  |                               |                               |   |   |        |        |        |        |        |  |
|  | 2           | A Muhammad S Sanders              | A Muhammad S Sanders              | 6           | 6           |  |  |                  |                          |                       |                      |                      |   |   |            |                                  |                                  |                               |                               |   |   |        |        |        |        |        |  |